# Paweł Bukowski
Paweł Bukowski (ur. 23 czerwca 1952 r. w Lublinie) – polski poeta, malarz. Debiutował jako poeta na łamach miesięcznika "Student" (Kraków) w 1975 roku. Od 1981 r. mieszka w Warszawie.

## Twórczość
- Zachmurzenie (1983)
- Do snu od rzeczy (1988)